# Ḩājjī Khalīl
Ḩājjī Khalīl (persiska: حاجی خليل) är en ort i Iran.   Den ligger i provinsen Östazarbaijan, i den nordvästra delen av landet, 400 km nordväst om huvudstaden Teheran. Ḩājjī Khalīl ligger 1 985 meter över havet och antalet invånare är 126.
Terrängen runt Ḩājjī Khalīl är kuperad. Runt Ḩājjī Khalīl är det ganska glesbefolkat, med 38 invånare per kvadratkilometer. Närmaste större samhälle är Ārmūdāq, 5,2 km sydväst om Ḩājjī Khalīl. Trakten runt Ḩājjī Khalīl består i huvudsak av gräsmarker.